# Glycera dubia
Glycera dubia är en ringmaskart som först beskrevs av Henri Marie Ducrotay de Blainville 1825.  Glycera dubia ingår i släktet Glycera och familjen Glyceridae. Inga underarter finns listade i Catalogue of Life.